# Dan Davin
Daniel „Dan“ Marcus Davin CBE (* 1. September 1913 in Invercargill, Southland, Südinsel, Neuseeland; † 28. Oktober 1990 in Oxford, England) war ein neuseeländischer Autor von Romanen und Kurzgeschichten, der ferner als Herausgeber und Literaturkritiker tätig war.

## Leben

### Herkunft, Kindheit und Schulbesuch
Davin war der zweit Sohn und das vierte Kind des Eisenbahnangestellten Patrick Davin und dessen Ehefrau Mary Magdalene Sullivan, die beide aus der Arbeiterklasse irischer katholischer Einwanderer abstammte. Dadurch wuchs er in der von Liebe zur Sprache, Geschichtserzählungen und Musik geprägten Kultur auf, die gleichzeitig durch religiösen Glauben, Familienleben und den Glauben an harte Arbeit beeinflusst war sowie die Zuneigung zu Getränken, Witz und Geselligkeit. Ein Jahr nach seiner Geburt verzog die Familie 1914 nach Gore, wohin sein Vater als Mitarbeiter der New Zealand Railways (NZRC) versetzt worden war, ehe sie 1920 nach Invercargill zurückkehrten. Dort besuchte er die Marist Brothers’s School und las zahllose Bücher der öffentlichen Bücherei sowie der Bibliothek der Eisenbahnmitarbeiter. Darüber hinaus interessierte er sich für den Garten des Vaters mit seinen Pflanzen, Tieren und Arbeiten mit der Freiheit der Felder und Büsche und den Ausgang mit seinem Hund. Diese Kindheitserfahrungen waren später Bestandteil seiner besten Kurzgeschichten.
Aufgrund seiner großen Intelligenz erhielt Davin 1930 einen Platz am Sacred Heart College in Aickland, wo er Klassenkamerad anderer talentierter Jungen wie Michael Kennedy Joseph war und von einem seiner Lehrer vertiefte Literaturkenntnisse bekam. Allerdings litt er an Heimweh nach Southland mit der Freiheit von dessen Feldern und Weiten, deren Nostalgie einen spürbaren Teil in seinem literarischen und emotionalen Leben spielte, und die Unterdrückung erwachender jugendlicher Wünsche wurde für ihn zur Qual. Um dies zu unterdrücken, begann er zu arbeiten, und nach nur einem einjährigen Besuch des Sacred Heart College gewann er 1931 ein nationales Stipendium, das ihm ein Studium an der University of Otago ermöglichte.

### Studium und Eheschließung mit Winnie Gonley
An der University of Otago begann Davin ein Studium der Fächer Klassische Philologie, Englisch, Französisch sowie Geschichtswissenschaft und unterrichtete sich selbst in Deutsch. Während des Studiums verliebte er sich in die vier Jahre ältere Winifred Kathleen Joan Gonley, die seine Studien förderte. Andererseits führte er ein ausschweifendes Leben als Kämpfer in Pubs und wurde zu einem leicht gefährlichen Mann: arrogant, launisch, ungestüm und schwierig sowie aufrührerisch gegen Familie, Religion und Gesellschaft. Gleichwohl war er auch liebend, witzig, großzügig und loyal. 1934 schloss er sein Studium in Englisch mit hoher Auszeichnung mit einem Bachelor of Arts (B.A.) ab. Obwohl er teilweise wegen eines minderwertigen Skandals und übler Nachrede suspendiert war, gewann er ein Rhodes-Stipendium und beendete 1935 sein postgraduales Studium in Latein ebenfalls mit erstklassiger Auszeichnung mit einem Master of Arts (M.A.). Die vorherige unberechtigte Suspendierung wurde aufgehoben.
Mit Hilfe des Stipendiums begann Davin schließlich im Oktober 1936 ein weiteres Studium im Fach Griechisch am Balliol College der University of Oxford. Dort kristallisierten sich seinen Ambitionen als Schriftsteller heraus und er begann mit der Arbeit an seinem ersten Roman und veröffentlichte in Neuseeland ein paar seiner besten Gedichte. Ferner traf er den Historiker Gordon A. Craig, zu dem ihn eine lebenslange Freundschaft verband, und unternahm einige Reisen nach Paris. Im Sommer 1937 folgte ihm Winnie Gonley nach Europa und sie reisten gemeinsam nach Frankreich, Italien, Deutschland und Irland. Am 22. Juli 1939 heirateten die beiden in Oxford, kurz nachdem er abermals sein Studium mit höchster Auszeichnung abgeschlossen hatte. Aus der Ehe gingen drei Töchter hervor.

### Zweiter Weltkrieg und Beginn der schriftstellerischen Laufbahn
Bei Ausbruch des Zweiten Weltkrieges trat Davin der British Army bei und wurde Angehöriger des Royal Warwickshire Regiment. Nach der Grundausbildung in Aldershot wurde er zu den Second New Zealand Expeditionary Force (NZEF) versetzt und begann seinen Dienst als Unterleutnant beim 23. Bataillon in Mytchett in Surrey Heath am 20. Juli 1940. In der Folgezeit nahm er an Gefechtseinsätzen im Mittelmeerraum teil, und zwar zunächst im Frühjahr 1941, wo er an Einsätzen am Olymp und anschließend bei der Luftlandeschlacht um Kreta im Mai 1941, bei der er verwundet und nach Ägypten evakuiert wurde.
Nach der chirurgischen Operation und der Wiedergenesung wurde Davin als Nachrichtendienstoffizier zum Hauptquartier der Eighth Army nach Kairo abgeordnet, wo er einige seiner engsten Freundschaften schloss wie zum Beispiel zu seinen Landsmännern Desmond Patrick „Paddy“ Costello und Geoffrey Cox. Zu dieser Zeit hatte er Liebesbeziehung mit Elizabeth Berndt, eine Staatenlose dänisch-deutscher Abstammung, die ihm eine Tochter gebar, die später von ihm und seiner Ehefrau in ihre Familie aufgenommen wurde. Nach weiteren Verwendungen in der Nachrichtendiensttruppe während der zweiten Schlacht von El Alamein im Oktober und November 1942 sowie der Schlacht um Monte Cassino von Januar bis Mai 1944 verbrachte er das letzte Kriegsjahr bei der britischen Kontrollkommission für Deutschland in London, wo er mit seiner wachsenden Familie vereinigt war. Für seine militärischen Verdienste und Tapferkeit wurde er drei Mal im Kriegsbericht erwähnt (Mentioned in Despatches) und Mitglied des Order of the British Empire (MBE).

### Nachkriegszeit und literarische Verarbeitung der Kriegserlebnisse
Gegen Kriegsende hatte Winnie Davin einen englischen Verlag für Davins ersten Roman Cliffs of Fall (1945) gefunden, eine düstere Erzählung seiner Leidenschaft Dunedin. Dieser Roman und eine Reihe von Kurzgeschichten in Zeitschriften wurde er zu einer Figur in Fitzrovia, dem Zentrum der Londoner Bohème. In diesem Umfeld schloss er dank seiner Beziehungen zu Literaturzeitschriften und zur British Broadcasting Corporation (BBC) Freundschaften zu etlichen Schriftstellern, Künstlern und anderen Persönlichkeiten, die nach Aufmerksamkeit in den Pubs und Cafés des literarischen Londons suchten.
Kurz nach Kriegsende schied Davin als Major aus dem aktiven Militärdienst aus. Seine dortigen Erlebnisse waren die Grundlage für seinen Roman For the Rest of our Lives (1947). Gleichzeitig schrieb er viele der Geschichten, die seine erste Sammlung von Kurzgeschichten bildeten, die ebenfalls 1947 unter dem Titel The Gorse blooms pale erschien. Er wurde dann Mitarbeiter beim Verlag Oxford University Press (OUP), zu dem er durch seinen Landsmann Kenneth Sisam kam. In den nächsten 33 Jahren erschienen auch seine Werke bei OUP, insbesondere wegen seiner Tätigkeit als akademischer Autor und als führende Figur der internationalen akademischen Veröffentlichungen. In den elf Jahren nach 1947 veröffentlichte er vier Romane, einen Band mit Kurzgeschichten sowie eine von John Mulgan begonnene Einführung in die englische Literatur.
Der Roman Roads from Home (1949), eine Heraufbeschwörung des katholischen Provinzlebens in Southland wird allgemein als Darvins bestes großes fiktionales Werk betrachtet und wurde 1976 in einer Taschenbuchausgabe neu aufgelegt. Einige der Kurzgeschichten wie insbesondere die Connolly-Sequenz, The General and the Nightingale und In Transit sind herausragend. Zu dieser Zeit gab er auch zwei Sammlungen mit neuseeländischen Kurzgeschichten heraus und trug zahllose Beiträge für Journale, Magazine, Schriften und das Radioprogramm der BBC bei. Außerdem erschien der brillante Band Crete (1953) aus der neuseeländischen offiziellen Reihe für Kriegsgeschichte. In seinem Roman The sullen Bell (1956) beschrieb er die Welt der neuseeländischen Einwohner in dem Londoner Ortsteil Fitzrovia, in dem er nach Kriegsende lebte.
In ihrem House in 103 Southmoor Road, Roxford, erhielten Davin und seine Familie Besuch von engen Freunde wie Enid Starkie und Joyce Cary sowie viele nach England gereiste neuseeländische Autoren und Gelehrte. Hier sowie später in ihrem Cottage in Dorchester-on-Thames empfingen sie zahllose andere Besucher, die seinen Geschmack für Pubs, Literatur, Gelehrsamkeit und Klatsch teilten. Als die Anforderungen bei OUP wuchs und das Alter in verlangsamte, sank sein literarisches Schaffen. Er setzte das Schreiben von Kurzgeschichten fort, die oftmals in der 1947 von Charles Brasch gegründeten Literaturzeitschrift Landfall erschienen. Außerdem schrieb er zahlreiche literaturkritische Beiträge für The Times Literary Supplement und führte damit ein weiteres internationales Publikum in die neuseeländische Literatur ein.

### Literarisches Spätwerk, Auszeichnungen und Tod
Ende der 1960er Jahre begann er mit der Sammlung von Erinnerungen an Freunde, die 1975 unter dem Titel Closing Times erschien, und vielleicht sein bestes Buch ist, wenngleich es das einzige ist, dass keinen unmittelbaren Bezug zu Neuseeland hat.
Seit Ende der 1950er Jahre schrieb er drei weitere Romane, No Remittance (1959), Not here, not now (1970) und Brides of Price (1972), sowie eine zweite Sammlung mit Kurzgeschichten, die 1975 unter dem Titel Breathing Spaces erschien. Des Weiteren verfasste er stetig literaturkritische Beiträge, die Verständnis und Analyse mit großer Bescheidenheit verbanden, was am besten in seiner 1976 erschienenen Abhandlung über Anthony Powells zwölfbändiger Romanreihe A dance to the music of time zu sehen ist. Er bewunderte dieses Werk und dessen Lesen ist ein Schlüssel zu seinen eigenen Gefühlen.
1978 gab Davin seine Stellung bei Oxford University Press auf, um sich stärker dem Schreiben zu widmen. Allerdings war er größtenteils aufgrund seines Gesundheitszustandes daran gehindert sowie durch seine Vorliebe für Geselligkeit, die seine literarischen Ambitionen ebenfalls zurückdrängten. Allerdings war er als Experte für den Zweiten Weltkrieg sowie als Leser der Manuskripte einer neuen Generation junger, weitgehend neuseeländischer Autoren gefragt. Er bezeichnete sich selbst als einen „intimen Fremden“ (‚intimate stranger‘) seines Geburtslandes, blieb aber einer loyaler Neuseeländer bis zu seinem Lebensende.
1984 verlieh ihm die University of Otago eine Ehrendoktorwürde und 1987 wurde er auch zum Commander des Order of the British Empire ernannt. Am 28. Oktober 1990 verstarb er in Oxford im Kreise seiner Ehefrau und deren drei Töchter. Seine Sammlung neuseeländischer Bücher vermachte er der University of Exeter und seine sonstigen Schriften der Alexander Turnbull Library der National Library of New Zealand.
Ihm zu Ehren wurde der Literaturpreis Dan Davin Literary Award sowie die Dan Davin Literary Foundation gestiftet.

## Veröffentlichungen
- Cliffs of fall, 1945
- The gorse blooms pale, 1947
- English Short Stories of Today, 1958
- No Remittance, 1959
- For the rest of our lives, 1965
- Not here, not now, 1970
- Brides of price, 1972
- Breathing spaces, 1975
- Snow upon fire: A dance to the music of time: Anthony Powell, 1976
- Short Stories from the Second World War, 1984
- The Killing Bottle, 1988

## Hintergrundliteratur
- J. Bertram: Dan Davin, 1983
- K. Ovenden: A fighting withdrawal, 1996
- Janet Wilson: Dan Davin: The literary legacy of war, 2012